# باشگاه فوتبال اندوور نیو استریت
باشگاه فوتبال اندوور نیو استریت (به انگلیسی: Andover New Street Football & Social Club) یک باشگاه فوتبال در شهر اندوور، همپشایر، کشور انگلستان است که در سال ۱۸۹۰ میلادی تأسیس شده‌است.